# 中泽纱衣
中泽纱衣（日语：／ Nakazawa Sae，1983年6月1日—），日本女子柔道运动员。她曾代表日本参加2006年亚洲运动会柔道比赛，获得一枚金牌。她也曾参加2008年夏季奥林匹克运动会。